# Хоберг (Мисури)
Хоберг (енгл. Hoberg) град је у америчкој савезној држави Мисури.

## Демографија
По попису из 2010. године број становника је 56, што је 4 (-6,7%) становника мање него 2000. године.
| Група             | 2000.       | 2010.      |
| Белци             | 60 (100,0%) | 48 (85,7%) |
| Афроамериканци    | 0 (0,0%)    | 0 (0,0%)   |
| Азијати           | 0 (0,0%)    | 0 (0,0%)   |
| Хиспаноамериканци | 0 (0,0%)    | 6 (10,7%)  |
| Укупно            | 60          | 56         |